# あんしんネットあいち
座標: 北緯35度8分51.4秒 東経136度53分20.2秒 / 北緯35.147611度 東経136.888944度
株式会社あんしんネットあいちは、愛知県名古屋市中川区に本社を置くつばめタクシーグループに属するタクシー事業者であり、つばめタクシーグループが展開する介護事業を行う5社のうちの1社である。

## 概要
2010年（平成22年）10月1日にナショナル交通を合併するまでは、愛知県愛知郡長久手町大字岩作字落合（現：長久手市岩作落合）に本社を置いていた。
また、2007年9月1日に名古屋市内に本社を置くグループ全社でGPS自動配車システムが完備されるまでの間、当社では自社無線を使用しており、社番がグループ他社と異なっていた。

### 営業所
- 本社営業所（旧・ナショナル交通）：愛知県名古屋市中川区尾頭橋4丁目10番7号
- 新瑞営業所（旧・ナショナル交通）：愛知県名古屋市瑞穂区松園町1丁目30番地
- 長久手営業所（旧・新瀬戸交通 → あんしんネットあいち旧本社営業所）：愛知県長久手市岩作落合201番地

### 介護事業における担当エリア
- 名古屋市名東区（一部はあんしんネット21、あんしんネットなごやの担当）
- 瀬戸市
- 長久手市